# カノアス
カノアス（Canoas [kaˈnoɐs]）は、ブラジル南部リオグランデ・ド・スル州にある都市。人口は約35万人（2020年）。州都ポルト・アレグレの北側に隣接する。

## 概要
1871年にポルト・アレグレとサン・レオポルド (São Leopoldo) を結ぶ鉄道の最初の区間が開業し駅が設置された。1939年、グラヴァタイーと分離し、カノアス市が発足した。1945年以降の発展は著しかった。カノアスに多くの製造業が工場を新設したため、ポルト・アレグレの産業が空洞化し、一人当たりのGDPはカノアスの方が大きくなった。1985年、メトロ・デ・ポルトアレグレが開業し、州都と近郊電車で結ばれた。
ブラジル空軍のカノアス空軍基地がある。

## スポーツ
- カノアスSC